# Hyalomantis punctata
Hyalomantis punctata är en bönsyrseart som beskrevs av Giglio-tos 1915. Hyalomantis punctata ingår i släktet Hyalomantis och familjen Iridopterygidae. Inga underarter finns listade i Catalogue of Life.